# 1758
1758 (MDCCLVIII) fue un año común comenzado en domingo según el calendario gregoriano.

## Acontecimientos
- 23 de junio: La Guerra de los Siete Años: Batalla de Krefeld - Las fuerzas del Reino Unido derrotan a las tropas francesas en Krefeld, Alemania.
- 6 de julio: en Roma, el cardenal de ella Torre es elegido papa con el nombre de Clemente XIII.
- 25 de diciembre: aparece el cometa 1P/Halley. Edmund Halley había muerto 15 años antes. Había calculado que el cometa regresaría en el año 1758. Desde entonces, al cometa se le llamó con el apellido de Edmund.
- Clemente XIII sucede a Benedicto XIV (n. 1675) como papa.

## Ciencia y tecnología
- Linnaeus describe por primera vez la nutria marina (Enhydra lutris)
- Linnaeus describe por primera vez el oso marino del norte (Callorhinus ursinus)
- Linnaeus describe por primera vez la morsa (Odobenus rosmarus)
- Linnaeus describe por primera vez la foca común (Phoca vitulina)
- Linnaeus describe por primera vez el elefante marino del sur (Mirounga leonina)
- Linnaeus describe por primera vez la ballena Groenlandia (Balaena mysticetus)
- Linnaeus describe por primera vez el rorcual común (Balaenoptera physalus)
- Linnaeus describe por primera vez la ballena azul (Balaenoptera musculus)
- Linnaeus describe por primera vez el cachalote (Physeter macrocephalus)
- Linnaeus describe por primera vez el narval (Monodon monoceros)
- Linnaeus describe por primera vez el delfín común de hocico corto (Delphinus delphis)
- Linnaeus describe por primera vez la orca común (Orcinus orca)
- Linnaeus describe por primera vez la marsopa común (Phocoena phocoena)
- Linnaeus describe por primera vez el manatí común (Trichechus manatus)
- Linnaeus describe por primera vez el gorrión alpino (Montifringilla nivalis)
- Linnaeus describe por primera vez la jirafa (Giraffa camelopardalis)
- Linnaeus describe por primera vez la Alpaca (Vicugna pacos)

## Nacimientos

### Enero
- 2 de enero: Juan José Paso, abogado y político argentino (f. 1833).

### Marzo
- 9 de marzo: Franz Joseph Gall, anatomista y fisiólogo alemán (f. 1828).

### Abril
- 22 de abril: Francisco Javier Castaños, militar y político español (f. 1852).
- 28 de abril: James Monroe, político estadounidense y 5° presidente desde 1817 hasta 1825 (f. 1831).

### Mayo
- 6 de mayo:
  - André Masséna, militar francés (f. 1817).
  - Maximilien Robespierre, revolucionario francés (f. 1794).

### Septiembre
- 29 de septiembre: Horacio Nelson, almirante británico (f. 1805).

### Octubre
- 12 de octubre: Vincenzo Dandolo, químico y político italiano (f. 1819).
- 16 de octubre: Noah Webster, lexicógrafo estadounidense (f. 1843).

## Fallecimientos
- 7 de enero: Allan Ramsay, poeta escocés
- 10 de febrero: Thomas Ripley, arquitecto inglés.
- 2 de marzo: Pierre Guérin de Tencin, cardenal francés
- 22 de marzo: Jonathan Edwards, teólogo estadounidense (n. 1703).
- 22 de marzo: Richard Leveridge, bajista y compositor inglés
- 22 de abril: Antoine de Jussieu, naturalista francés (n. 1686)
- 30 de abril: François d'Agincourt, compositor francés (n. 1684)
- 3 de mayo: Benedicto XIV, papa italiano (n. 1675)
- 27 de agosto: Bárbara de Braganza,reina de España (n. 1711)
- 9 de octubre: Juan Elías Gómez de Terán, religioso español (n. 1688).
- 12 de octubre: Richard Molesworth, mariscal británico
- 14 de octubre: Francis Edward James Keith, soldado escocés
- 5 de noviembre: Hans Egede, misionero noruego (n. 1686)
- 20 de noviembre: Johan Helmich Roman, compositor sueco
- 22 de noviembre: Richard Edgcumbe, político inglés
- 5 de diciembre: Johann Friedrich Fasch, compositor alemán (n. 1688)